# Godefridus de Mescede
Godefridus de Mescede, Dienstbezeichnung magister consulum, war Bürgermeister der Stadt Brilon von 1259 bis 1260.
Ludolf von Metzenchusen erwähnt ihn in einer Urkunde von 1258 bezüglich eines Exemtionsprivilegs für die Stadt Brilon zusammen mit dem Richter Theodericus und zwölf Ratsherren (consules) als Zeugen in der Funktion des magister consolum (Bürgermeister).
Bei Stadtfehden stand der Bürgermeister der städtischen Streitmacht vor, auch hatte er das Recht zur Begnadigung von harten Verurteilungen durch das Stadtgericht bei Straftaten. Er konnte bei Todesstrafe begnadigen.
In den Chroniken und urkundenbücher hervorragender geschlechter findet er Erwähnung in einer Funktion.
Auf den Seiten 379, 427 und 427 des Westfälischen Urkunden-Buches: Die Urkunden des kölnischen Westfalens vom J. 1200-1300. 2 v, wird er ebenfalls erwähnt.